# Hippolyte della Faille
Pour les articles homonymes, voir della Faille.
Le baron Hippolyte Louis Théodore Ghislain Cajetanus della Faille d'Huysse, né à Gand le 17 novembre 1799 et mort à Huise le 28 février 1875, est un homme politique belge. Il est le fils de François Maximilian Ghislain della Faille d'Huysse et le frère de Adolphe della Faille.
- Directeur de la deuxième division « Cultes, instruction publique, sciences et lettres, beaux-arts, service sanitaire » du ministère de l’intérieur (1835-1840)
- Membre de la Chambre des représentants de Belgique par l'arrondissement d'Audenarde (1831-1835)
- Sénateur de l'arrondissement de Malines (1840-1848)
- Sénateur de l'arrondissement d'Alost (1851-1874)
- Président du Comité des finances du Sénat (1854)
- Bourgmestre de Lede (1854-1875)
- Vice-président du Sénat belge (1870-1874)
- Président du Comité de la justice du Sénat (1872-1874)
- Président du Comité des naturalisations du Sénat (1872-1874)

## Sources
- "De kruistocht tegen het liberalisme", p. 71, 117 en 345
- "Le parlement belge", p. 170-171
- J.L. DE PAEPE - Ch. RAINDORF-GERARD, "Le Parlement belge 1831-1894. Données biographiques", Bruxelles, Commission de la biographie nationale, 1996, p. 169
- Y. SCHMITZ, "Les della Faille, t. IV", Bruxelles, p. 185-197
- E. De Ridder-De Sadeleer en M. Cordemans, "Verkiezingen en verkozenen in het arrondissement Aalst", 1831-1878, Gent, 1968, p. 156-158.